# Bogenhausen

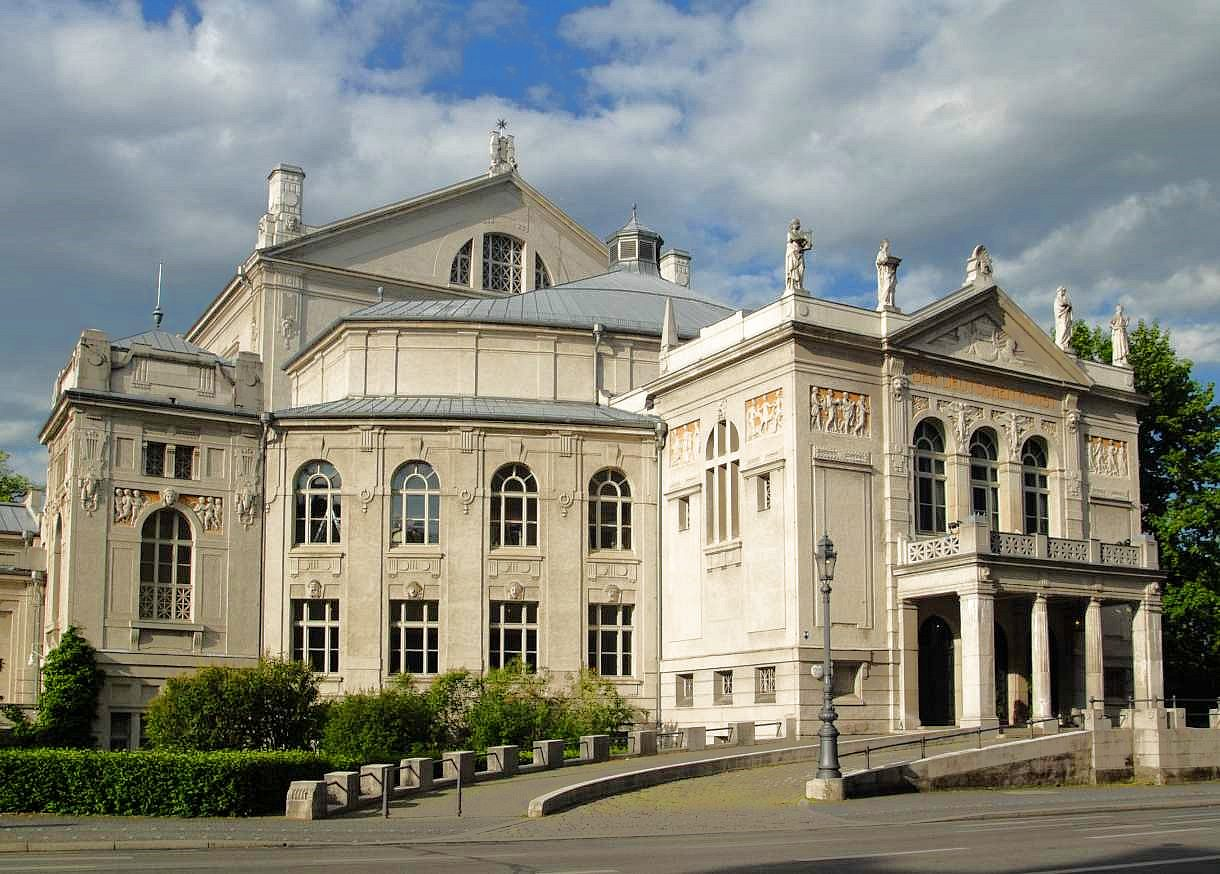
Prinzregententheater

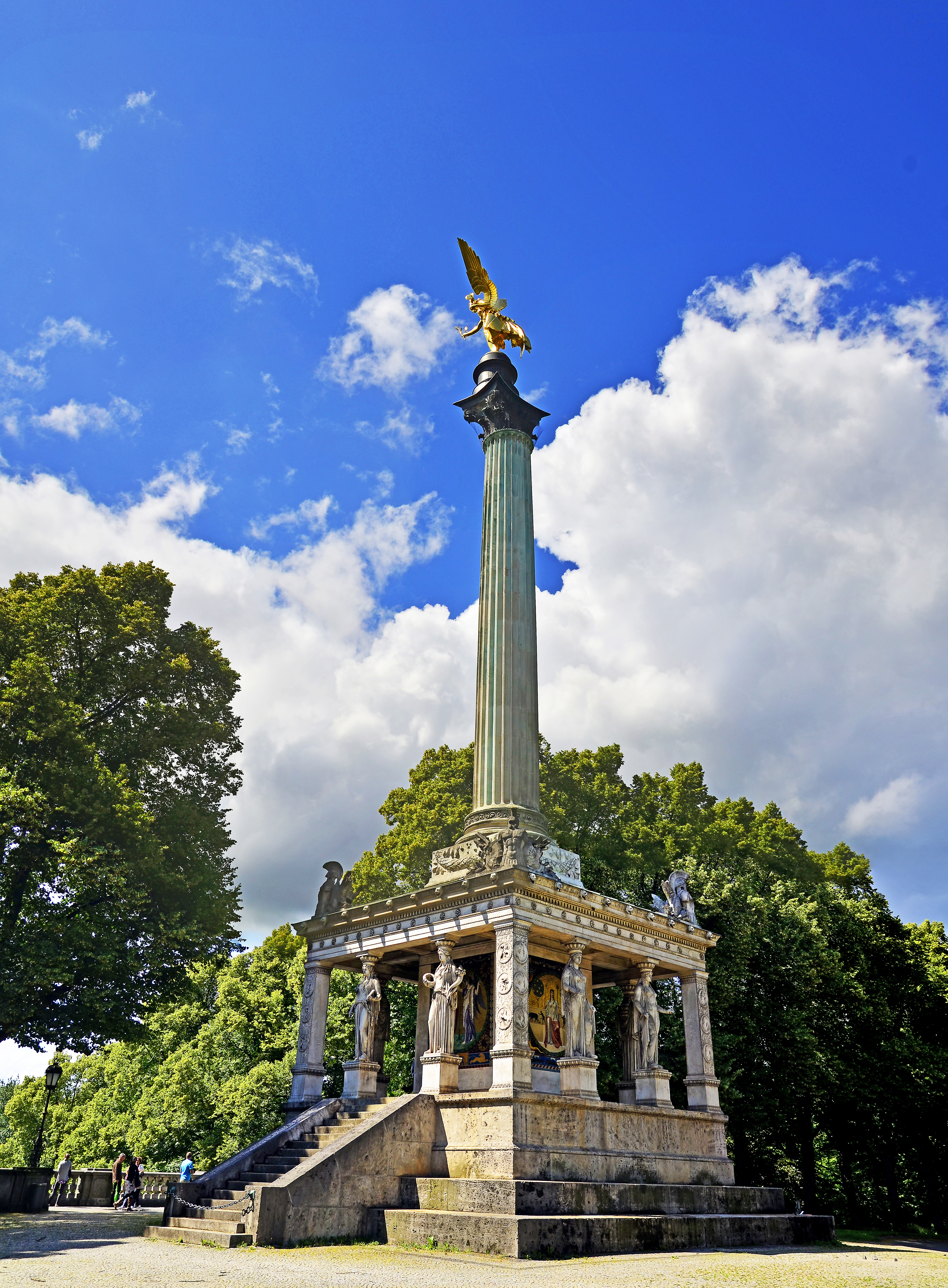
Friedensengel

Bogenhausen ist ein Stadtteil der bayerischen Landeshauptstadt München. Bogenhausen ist auch die Bezeichnung für den Münchner Stadtbezirk 13, zu dem außer dem namensgebenden Stadtteil Bogenhausen sieben weitere Stadtteile Münchens gehören. Bogenhausen gehört zu den Spitzenwohnlagen Münchens mit hohen Immobilienpreisen.
Koordinaten: 48° 9′ N, 11° 36′ O

## Geschichte

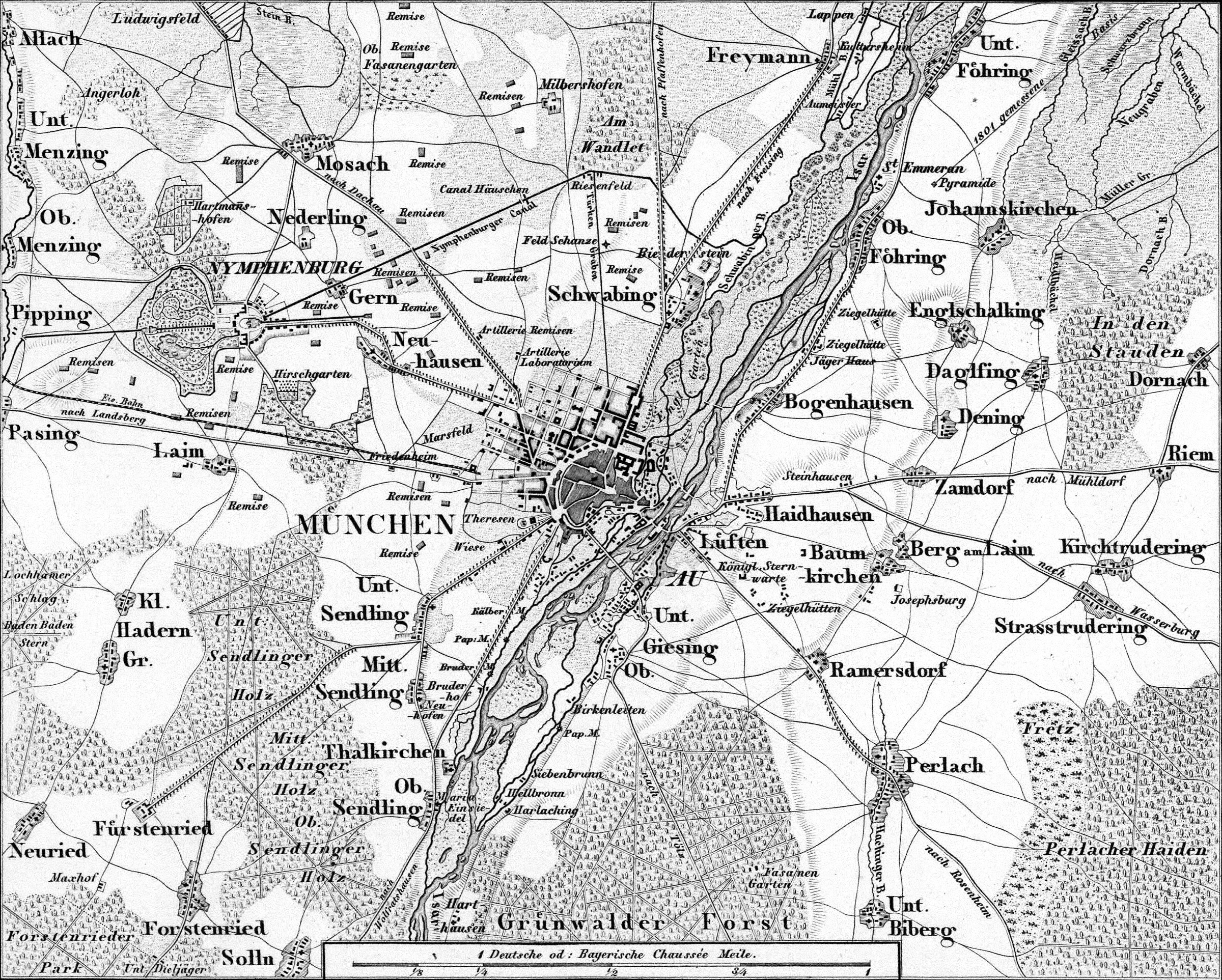
Bogenhausen auf einer Karte von 1858

Im Jahr 768 wurde Bogenhausen unter der Bezeichnung „Pupinhusir“ erstmals erwähnt. Der Name bedeutet Haus/Häuser des Poapo/Poppo/Pubo.
Bogenhausen war lange Zeit Herrensitz mit mehreren Schlössern. Unter seinen Bewohnern war auch Graf Montgelas, unter dessen Ägide am 25. August 1805 im Fleischerschlösschen (heute Sitz des Bundesfinanzhofes) der geheime Bogenhausener Vertrag zwischen dem Kurfürstentum Bayern und Frankreich geschlossen wurde, womit das Königreich Bayern entstand.
Im Jahr 1818 wurde der Ort zur Gemeinde erhoben, zwei Jahre nachdem im heutigen Altbogenhausen die Königliche Sternwarte (seit 1938 Universitäts-Sternwarte München) errichtet worden war.
Unter Prinzregent Luitpold entstand am Ende der Prinzregentenstraße als Ausfallstraße zu dem ehemaligen selbständigen Grafensitz Bogenhausen, passend zur reichen Aristokratie des Ortes, eines der mondänsten Stadtviertel Münchens mit herrschaftlichen Villen und besonders prächtigen Bürgerhäusern nebst eigenem Theater (Prinzregententheater) am Prinzregentenplatz.
Am 1. Januar 1892 wurde Bogenhausen nach München eingemeindet.
Seit 1918 ist Bogenhausen Sitz des Reichsfinanzhofs, seit 1950 Sitz des Bundesfinanzhofes (einer der fünf obersten Gerichtshöfe der Bundesrepublik Deutschland) im Fleischerschlösschen.
Im Jahr 1957 wurde die Parkstadt Bogenhausen, Münchens erste Großwohnanlage, errichtet.

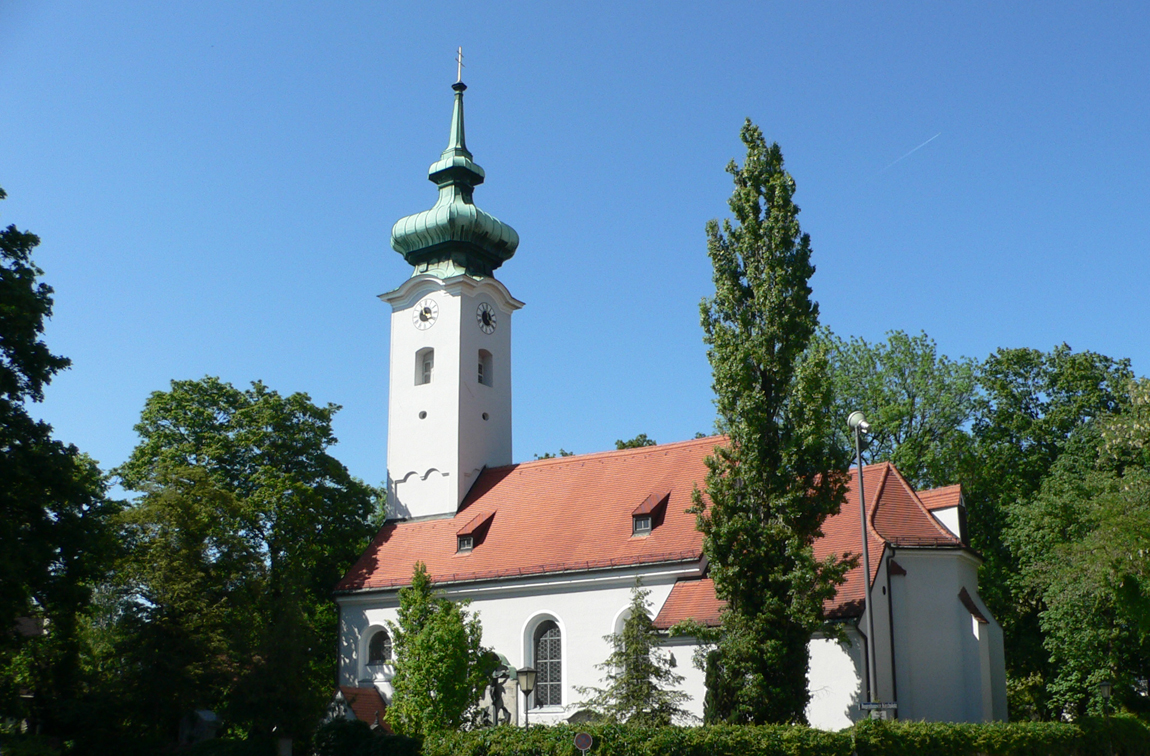
Kath. Pfarrkirche St. Georg, München-Bogenhausen

## Historische Ortsteile der Gemeinde Bogenhausen
- Altbogenhausen: Der alte Ortskern ist an der alten Pfarrkirche St. Georg, Bogenhauser Kirchplatz 1, und an der Ismaninger und Hompeschstraße zu finden. Seit der Spätgründerzeit wurde von der Prinzregentenstraße aus Richtung St. Georg mit klarer städtebaulicher Planung ein weitflächiges, repräsentatives Villen- und Mietshausviertel errichtet, das bis heute das Bild von Bogenhausen in der öffentlichen Meinung prägt. Beispiele sind hier die Villa Stuck, das Hildebrandhaus sowie das Gebäude, in dem heute der Bundesfinanzhof seinen Sitz hat. Im Zweiten Weltkrieg kaum beschädigt, konnte das Viertel seinen Charakter weitgehend erhalten. Die Entwicklung in den Außenbereichen mit mehreren erhaltenen Dorfkernen erhielt wichtige Impulse durch in der Nachkriegszeit erbaute Großwohnanlagen. Den Anfang machte 1957 die Parkstadt Bogenhausen als Münchens erste Großwohnanlage mit Hochhausbebauung. In den folgenden 30 Jahren entstanden noch sieben weitere Großwohnanlagen mit etwa 15.000 Wohneinheiten, die sich inzwischen zu Stadtteilen mit eigener Identität entwickelt haben.
Nach dem Ende des Zweiten Weltkriegs waren die Möhlstraße und die benachbarten Viertel ein Zentrum des jüdischen Lebens in München,[3] in dem viele jüdische Hilfsorganisationen für Displaced Persons (DPs) ihren Sitz hatten. „Tagtäglich suchten Hunderte jüdische DPs aus München (aber auch aus dem Umland) das Viertel auf, um Lebensmittel und andere Hilfsgüter zu beziehen. Sie hofften zugleich, im Kontext der Vermisstensuche und Schicksalsklärung hier wertvolle Informationen über Angehörige und Freunde zu erhalten. Neben lokalen Dependancen von Hilfsorganisationen entstanden weitere Einrichtungen, darunter Büros jüdischer Zeitungsredaktionen, koschere Metzgereien und Lokale.“[4] In der Möhlstraße 45 befand sich zudem ein wichtiges Erziehungs- und Bildungszentrum, In dem in hebräischer Sprache auf die Auswanderung nach Palästina und ab 1948 nach Israel vorbereitet wurde; zu ihm gehörten ein Hebräisches Gymnasium, eine Volksschule und ein Kindergarten.
Warum gerade Bogenhausen sich zu einem solchen Zentrum jüdischen Lebens entwickelte, in dem auch eine Synagoge eingerichtet worden war, erklärt sich nach Juliane Wetzel so: „In den stattlichen Villen dieses Viertels hatten schon vor 1938 viele wohlhabende Juden gelebt. Sie waren dann zugunsten von NS-Organisationen arisiert und nach 1945 wiederum als erste von der U.S. Army beschlagnahmt und jüdischen Organisationen zur Verfügung gestellt worden.“[5]

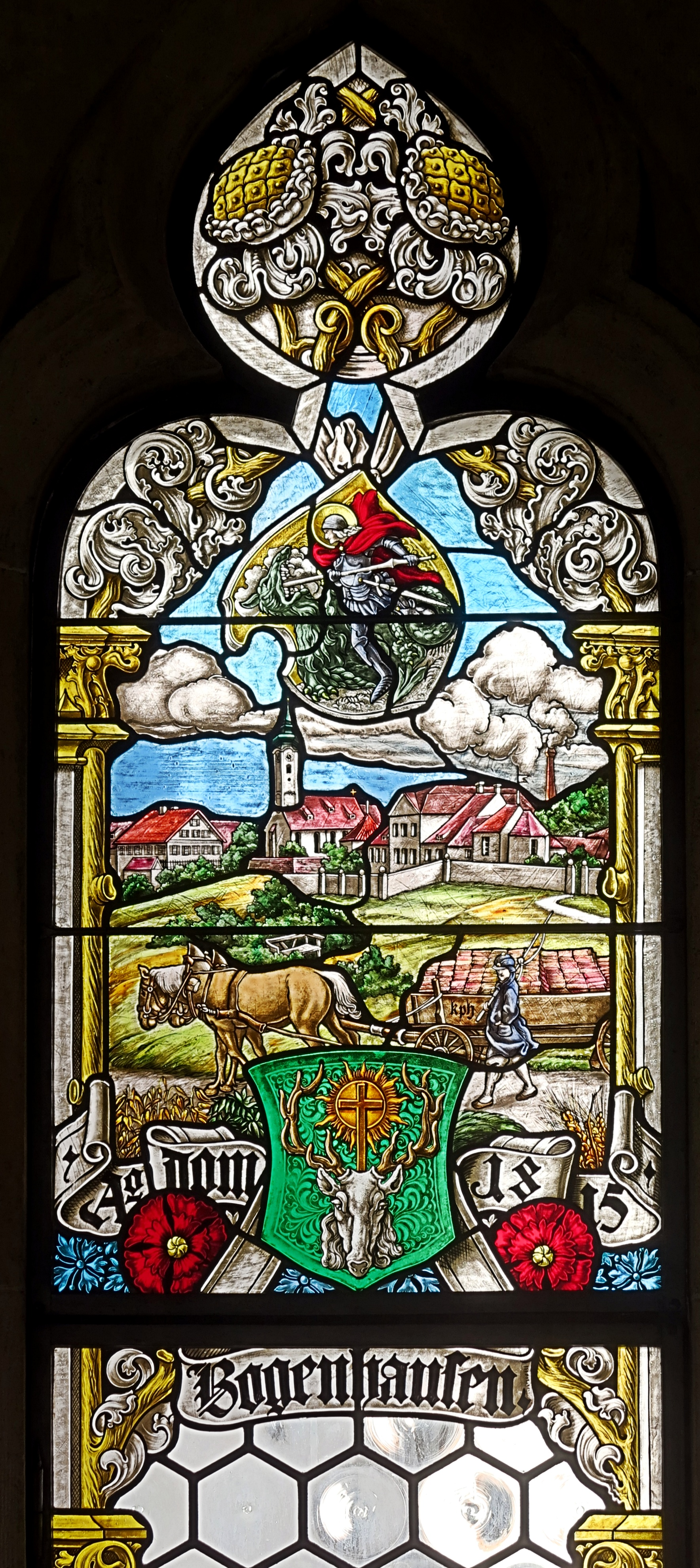
Bogenhausen als Glasfenstermotiv im Münchner Rathaus

- Brunnthal: Der Ort wurde in einer Urkunde vom 3. November 1544 als Pruntal erstmals genannt. Zentrum ist das Brunnhaus im Tal, unterhalb des Isarhanges von Bogenhausen, welches schon am 3. November 1544 belegt ist. Im 19. Jahrhundert zum Kurort erhoben, trägt der Ort seitdem den Namen „Bad Brunnthal“. Die Wirtschaftskonzession auf das Bade- und Heilanstaltsanwesen wurde letztmals 1891 erteilt.

- Neuberghausen: Die Erstnennung geschah am 8. Juli 1740 als Neuberghaußen. Der Name entstand wahrscheinlich durch eine Übertragung von der damaligen Besitzerfamilie von Lachenmayr, die seit dem 17. Jahrhundert Besitz in Berghausen bei Abensberg hatte. 1652 wird die „Die Hofstatt auf dem Perg zu Pogenhausen“ bezeugt. Am 3. Juni 1740 wurde Neuberghausen von Caspar Gregor von Lachenmayr gekauft, dessen Adelsstand 1740 von Kurfürst Karl Albrecht bestätigt und dessen Schlössel am 8. Juli 1740 zum adeligen Sitz erhoben wurde. Am 30. September 1740 bekam er die Landes- und Edelmannsfreiheit verliehen und „der Nammen Neuberghaußen zuegelegt worden“ ist.

- Priel:[6][7][8][9] Erstnennung im Jahre 1305 als Prül. Der Name bedeutet „mit Buschwerk bewachsene Wiese“, auch „Tiergarten“, „Wildgehege“ (siehe auch die Beschreibung[10]). Der Priel gehörte bis 1812 überwiegend zu Oberföhring und damit bis 1803 zum Hochstift Freising. Der ursprünglich kurbayerische Anteil des Orts bestand 1715/1716 nur aus einer kurfürstlichen Ziegelei hart an der Grenze des Hochstifts. 1809 wird der Weiler Priel mit 2½ Hausnummern, darunter 1 Ziegelei, erwähnt. Zwei Höfe mit dem Namen Prielhöfe („Prvelhoef“) sind schon 1288/1304 belegt. 1812/1818 wurde der gesamte Ort Teil der Gemeinde Bogenhausen.

## Neue Quartiere im Gebiet der früheren Gemeinde Bogenhausen

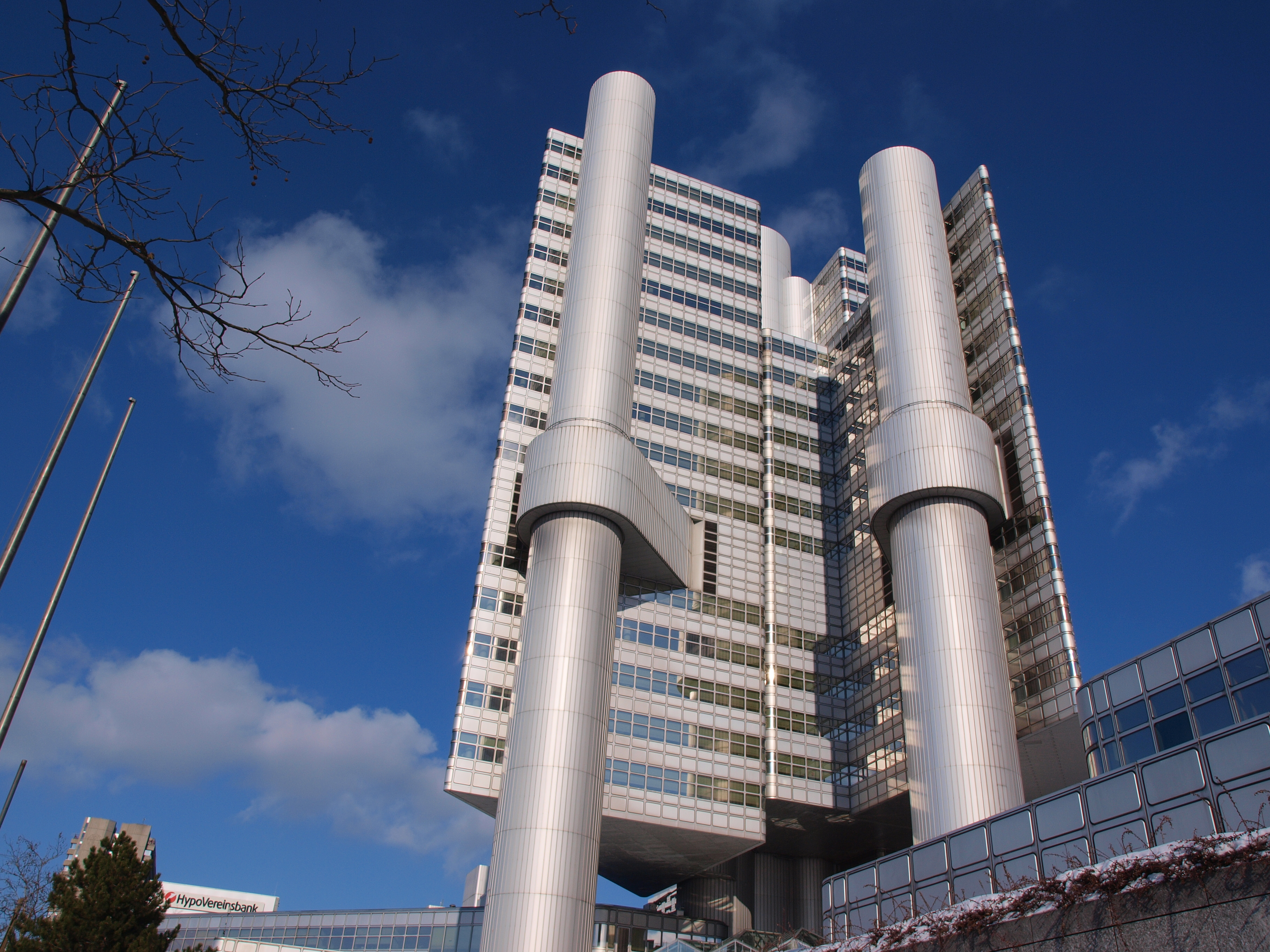
Hypo-Haus an der Richard-Strauss-Straße

### Arabellapark
Der Name des Wohngebietes ist abgeleitet von der Arabellastraße, benannt 1964 nach der Oper Arabella des Münchner Komponisten Richard Strauss. Am 5. Juli 1966 nennt der Kommunalausschuss des Stadtrats die Siedlung erstmals „Baugebiet Bogenhausen II, Arabella-Park“; seitdem ist Arabellapark amtliche Bezeichnung für den Stadtteil. 
Die Arabellastraße war 1965 noch unbebaut, Baubeginn war 1966. Zuerst erfolgte der Bau verschiedener Hochhäuser mit sehr gehobener Nutzung, wie 1968/1969 das 75 m hohe Arabellahaus von Toby Schmidbauer, das ursprünglich Maisonette-Wohnungen, Hotelbetrieb, Ärztezentrum u. a. für Augenheilkunde beinhaltete.
Der Arabellapark heißt im Volksmund auch Richard-Strauss-Viertel, nach den nach ihm und seinen Opern benannten Straßen, wie Richard-Strauss-Straße, einem Teilabschnitt des Mittleren Rings, der den Arabellapark gegenüber Altbogenhausen abgrenzt, Elektrastraße, Daphnestraße, Rosenkavalierplatz, Ariadneweg, Salomeweg und Arabellastraße. Nach Zusammenschluss der Arabellahotel-Gruppe mit Sheraton ist der Hotelbetrieb im Sheraton-Hotel (Architekt: Edgar Frasch, 1969/1971) konzentriert.
In den 1980er Jahren erfolgte unter Leitung der Bayerischen Hausbau der Aufbau als Stadtteil konzipiert mit einer Mischstruktur aus Wohnen, Arbeiten, Versorgung und Freizeit sowie Bedeutung als Hotel- und Kongresszentrum und Bürostandort. Beherrschendes Gebäude ist der HVB Tower (Hypo-Haus). Sitz haben auch verschiedene staatliche Institutionen wie das Bayerische Staatsministeriums für Umwelt und Verbraucherschutz an der Elektrastraße oder die Außenstelle der Münchner Volkshochschule und die Stadtteilbibliothek der Münchner Stadtbibliothek am Rosenkavalierplatz.
2009 wurde das Arabellahotel zum Sheraton Arabellapark Hotel und das gegenüberliegende Sheraton Hotel zum Westin Grand Hotel.
Öffentlicher Verkehr: U-Bahn-Linie 4, Station Arabellapark; Straßenbahn-Linie 16; mehrere MVG-Buslinien.

### Atriumsiedlung Bogenhausen
Das Wohngebiet, 1932 entstanden, liegt an der Delpstraße (früher Wasserburger Straße), nahe der Einmündung in die Denninger Straße. Die Häuser wurden 1932 nach dem Vorbild römischer Häuser gebaut: ebenerdig und treppenlos. Dabei stoßen zwei Trakte rechtwinklig aneinander, während die dritte und vierte Seite durch Gartenmauern das Grundstück zum Quadrat schließen. Wenige hundert Meter entfernt befinden sich an der Wehrlestraße die 1934 eingeweihte neue Katholische Pfarrkirche  Heilig Blut sowie die Evangelisch-Lutherische Dreieinigkeitskirche.

### Am PrielhofundGartenstadt Bogenhausen-Priel
Nach Ende des Lehmabbaus entstanden auf dem Gebiet des historischen Priel ab 1934 zwei Siedlungen: Die Gartenstadt Bogenhausen-Priel, volkstümlich auch „Richard-Wagner-Viertel“ genannt, besteht hauptsächlich aus Einfamilien- und Doppelhäusern und liegt zwischen Oberföhringer- und Cosimastraße, sowie an der Wahnfriedallee und Lohengrinstraße. Den Ostteil nehmen das Klinikum Bogenhausen (auf dem Gelände der früheren Kleingartenanlage Karl-Freytag-Land oder Wotansgarten) sowie die 1946 errichtete große Kleingartenanlage Schlösselgarten e. V. mit öffentlichem Biergarten (auf dem Gelände einer von 1943 bis 1945 im Einsatz stehenden Flakanlage) ein. Im Westen der Kleingartenanlage liegt im Odinshain (mit dem Wotansdenkmal von Heinrich Natter) das wohl im ersten Viertel des 19. Jahrhunderts errichtete Höchl-Schlössl, das nach dem Tod seines Besitzers, des Münchner Stadtmaurermeisters Joseph Höchl, von dessen Sohn, dem Architekturmaler Anton Höchl bewohnt wurde; der ausgedehnte Besitz von über 38 ha wurde von der Erbengemeinschaft im Jahr 1926 an die Stadt München veräußert, das Höchlschlößl wurde 1958 in Wohnungen aufgeteilt. Südwestlich davon, ab der Odinstraße und ebenfalls zu beiden Seiten der Effnerstraße, befindet sich die Einfamilienhaus-Siedlung „Am Prielhof“, die am Hochufer der Isar an den Herzogpark anschließt.

### Herzogpark
Im Jahre 1805 ließ Graf Montgelas nördlich der Bogenhausener Brücke, zwischen der Isar und der Montgelasstraße zu seinem Schlösschen Stepperg durch den Gartenarchitekten Friedrich Ludwig von Sckell einen Park anlegen. Diesen erwarb später Herzog Max in Bayern, nach dem der Park dann Herzogpark genannt wurde. Um 1900 konnte die herzogliche Familie den Park nicht mehr halten. Das Gelände kam an eine Terraingesellschaft, die es in Baugrund aufteilte und mit der Bebauung begann. Der Herzogpark liegt geografisch abgeschlossen, im Westen durch die Isar, im Osten durch das Isarhochufer. Begrenzt wird der Herzogpark durch die Montgelasstraße und die Oberföhringer Straße. Er wird durch die Mauerkircherstraße erschlossen. Über viele Jahre war die Zufahrt in den Herzogpark nur über die Mauerkircherstraße möglich. Am Kufsteiner Platz war die Einfahrt durch eine Schranke mit Schrankenwärter gesichert, der nur Anwohnern und ihren Gästen die Zufahrt gestattete. Das Schrankenwärterhäuschen ist heute ein Blumengeschäft. Die Prominenz sollte abgeschirmt werden.
So wohnte dort, nach dem Umzug aus dem Haus Mauerkircherstraße 13 in das Haus Poschingerstraße 1, Thomas Mann, mit seiner Frau und den Kindern Erika, Klaus, Golo und Monika, nach dem auch 1956 die dort gelegene Föhringer Allee in Thomas-Mann-Allee umbenannt worden ist. „Das ist kein Wald und kein Park, das ist ein Zaubergarten, nicht mehr und nicht weniger“ beschrieb er 1919 den Herzogpark in der Novelle Herr und Hund. Weitere Bewohner waren Erich Kästner, Bruno Frank, Wilhelm Conrad Röntgen, Rudolf Diesel, Friedrich Karl Flick sowie Georg und August Pschorr.
Seitdem gilt der Herzogpark als einer der vornehmsten Stadtteile Münchens, in welchem traditionsgemäß eher die kaufmännische und politische Elite lebt, im Gegensatz zu Grünwald, Heimstatt der kulturellen Oberschicht. Erst in den sechziger Jahren wurde die Mauerkircherstraße im Norden des Herzogparks mit der Oberföhringer Straße verbunden. Seitdem ist der Herzogpark keine „Sackgasse“ mehr.

### Parkstadt Bogenhausen
Die Parkwohnanlage Bogenhausen entstand in den Jahren 1955/1956 (Grundsteinlegung am 11. November 1954, Fertigstellung am 31. Dezember 1956) als erste geschlossene Wohnanlage der Nachkriegszeit in Bayern. Der Name Parkstadt Bogenhausen wurde erstmals in einer Besprechung über Stadtbezirkseinteilung am 26. Mai 1964 genannt, beschlossen vom Stadtrat am 6. und 7. April 1965. Er verweist auf die parkartige Landschaft, in die die Häuser hineingestellt sind. Öffentlicher Verkehr: U4.

## Bekannte Bewohner und mit Bogenhausen verbundene Personen (Architekten, Bildhauer, Künstler)
- Antonie Albert (1854–1942)
- Christoph in Bayern (1879–1963)
- Fritz Beblo (1872–1947)
- Günther Blumentritt (1859–1941)
- Rolf Bossi (1923–2015)
- Eva Braun/Hitler (1912–1945)
- Gretl Braun (1915–1987)
- Daniel Contenay (* 1937)
- Nereo Costantini (1905–1969)
- Hans Döllgast (1891–1974)
- Alexander Fischer (1903–1981)
- Theodor Fischer (1862–1938)
- Bruno Frank (1887–1945)
- Dieter R. Fuchs (* 1952)
- Margit Gutmann (1903–1943)
- Saif al-Arab al-Gaddafi (1982–2011)
- Robert Hallgarten (1870–1924)
- Wilhelm Hausenstein (1882–1957)
- Jakob Heilmann (1846–1927)
- Hubert von Herkomer (1849–1914)
- Margot Hielscher (1919–2017)
- Renate Hirsch-Giacomuzzi (1947–2013)
- Joseph Höchl (1777–1838)
- Wolfgang Kolberger (1445–1519)
- Rudolf Kraus (1941–2018)
- Johann von Lamont (1805–1879)
- Ludwig von Leonrod (1906–1944)
- Hilde Lotz-Bauer (1907–1999)
- Jan Lustig (1902–1979)
- Maximilian von Montgelas (1759–1838)
- Max Nadler (1875–1932)
- Fritz Norkauer (1887–1976)
- Sebastian Osterrieder (1864–1932)
- Johann-Christoph Ottow (1922–2012)
- Ilse Petri (1918–2018)
- Georg Pezold (1865–1943)
- Paul Pfann (1860–1919)
- Heinrich Prößl (1929–2010)
- Mady Rahl (1915–2009)
- Ortrud von der Recke (1916–2000)
- Hans Remky (1921–2010)
- Else Reventlow (1897–1984)
- Walter Rollwagen (1909–1993)
- Josef Schörghuber (1920–1995)
- Stefan Schörghuber (1961–2008)
- Helga Schnierle (1924–2015)
- Friedrich Ludwig Sckell (1750–1823)
- Werner Seldis (1914–2011)
- Josef Selmayr (1851–1909)
- Richard Steidle (1881–1958)
- Adalbert Stifter (1805–1868)
- Franz von Stuck (1863–1928)
- Hermann Josef Wehrle (1899–1944)
- Carl Heinrich Wenng (1787–1850)
- Hans-Heinrich Wrede (* 1946)
- Karoline Wittmann (1913–1978)
- Ermanno Wolf-Ferrari (1876–1948)
- Luise Wolf (1796–1859)
- Peter Philipp Wolf (1761–1808)

## Bildung und Kultur

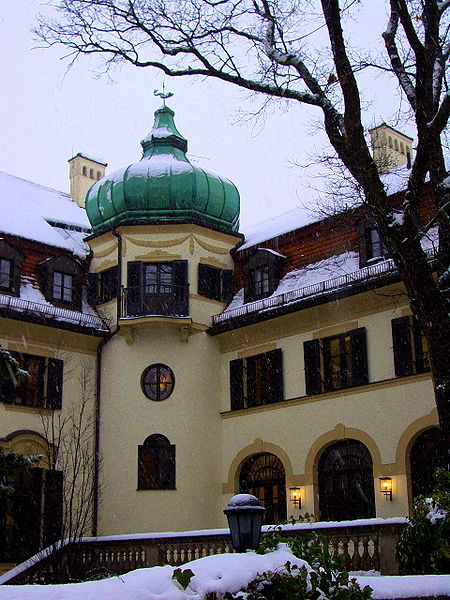
Monacensia

- Außenstelle Bogenhausen der Münchner Volkshochschule, Rosenkavalierplatz 16 (im Arabellapark)
- Stadtteilbibliothek der Münchner Stadtbibliothek, Rosenkavalierplatz 16 (im Arabellapark)
- Monacensia, Literaturarchiv der Stadt München sowie Forschungsbibliothek zur Geschichte und dem kulturellen Leben der Stadt München, Maria-Theresia-Straße 23
- Kunstforum Arabellapark (Kooperation zwischen Münchner Volkshochschule und Münchner Stadtbibliothek), Rosenkavalierplatz 16 (im Arabellapark)
- Universitäts-Sternwarte der Ludwig-Maximilians-Universität, Scheinerstraße 1

## Grünflächen
- Denninger Anger
- Grünanlage an der Adalbert-Stifter-Straße
- Maximiliansanlagen
- Prinz-Eugen-Park
- Zamilapark

## Politik
- Bogenhausen bildet mit den Stadtbezirken Au-Haidhausen und Berg am Laim bei Landtagswahlen den Stimmkreis München-Bogenhausen. Er wird vom Landtagsabgeordneten Robert Brannekämper (CSU) vertreten.